# Mercalliho stupnice
Mercalliho stupnice, také Mercalliho škála, je dvanáctistupňová momentová škála používaná pro nepřístrojové hodnocení intenzity zemětřesení.

## Historie
Mercalliho stupnice byla vytvořena v době, kdy neexistovaly přesné měřící přístroje ani mezinárodní měřicí síť. Vznikla z tehdy užívané desetistupňové Rossi-Forelovy stupnice, kterou upravil italský vulkanolog Giuseppe Mercalli (1850-1914) v letech 1883 a 1902. Mercalli vytvořil tuto stupnici pro dokumentaci a zaznamenání škod způsobených zemětřesením. Pomocí stupnice byl schopen určit přibližné epicentrum zemětřesení, protože čím dál leží místo od epicentra, tím nižší jsou materiální škody i počet případných lidských obětí.
Škála byla původně desetistupňová a v roce 1902 ji italský geofyzik Adolfo Cancani rozšířil o dva stupně. Po dalším upřesnění a revizi německým geofyzikem A. H. Siebergem byla přejmenována na Mercalli-Cancani-Siebergova stupnice (MCS). Po dalším přepracování seismology Harry O. Woodem a Frankem Neumannem vznikla v roce 1931 stupnice označovaná Mercalli-Wood-Neumann (MWN). Později ji ještě vylepšil Charles Richter, tvůrce Richterovy stupnice.
V současnosti je škála užívaná k popisu přímých účinků zemětřesení na osoby a budovy známa jako modifikovaná Mercalliho stupnice (MM), v anglické literatuře Modified Mercalli scale (MM) nebo Modified Mercalli Intensity scale (MMI).  

## Modifikovaná Mercalliho stupnice
| Stupeň              | Kategorie zemětřesení | Popis |
| ------------------- | --------------------- | --- |
| I (Nepozorovatelné) | N/A                   | Zaznamenatelné pouze přístroji. Pocítitelné jen při zvláště příznivých podmínek. |
| II (Velmi slabé)    | Mírné[zdroj?]         | Rozpozná ho jen málo lidí, kteří jsou v klidu a to zejména ve vyšších patrech budov. Jemně zavěšené předměty se mohou houpat. |
| III (Slabé)         | Mírné[zdroj?]         | Otřesy znatelně pociťují osoby uvnitř budov, zejména v horních patrech, avšak nerozpoznají to jako zemětřesení. Stojící vozidla se mohou mírně kývat. Vibrace jsou podobné jako při průjezdu kamionu, s podobnou dobou trvání.                                                                                        |
| IV (Mírné)          | Mírné[zdroj?]         | Mnozí lidé jsou schopní zemětřesení pocítit uvnitř budov, avšak málokdy venku během dne. V noci jsou někteří probuzeni. Nádobí, okna a dveře cinkají či drnčí; stěny vydávají praskavé zvuky. Stojící vozidla se znatelně kolíbají.                                                                                   |
| V (Málo silné)      | Střední[zdroj?]       | Otřesy pocítí téměř každý a mnohé lidi probudí ze spánku. Některé nádobí a okna jsou rozbitá. Nestabilní předměty jsou převráceny. Kyvadlové hodiny se mohou zastavit. |
| VI (Silné)          | Silné[zdroj?]         | Rozpoznatelné všemi osobami, některé z nich otřesy dokáží vyděsit. Dochází k posunu těžkého nábytku, padaní omítky. Poškození budovy je mírné. |
| VII (Velmi silné)   | Silné[zdroj?]         | U dobře navržených budov s vhodnou konstrukcí je poškození zanedbatelné (mírné až střední u dobře postavených staveb běžné konstrukce). Značné škody na špatně postavených či navržených budovách. Některé komíny jsou zhroucené. Otřesů si dokáží všimnou i osoby, jedoucí v dopravním prostředku.                   |
| VIII (Bořivé)       | Silné[zdroj?]         | Mírné škody na speciálně navržených konstrukcích. Běžné budovy utrpí značné škody, místy s částečným zřícením. Velké poškození u špatně postavených konstrukcích. Častý pád komínů (včetně továrních), sloupů, zdí atd. Těžký nábytek se snadno převrátí. Dochází ke zkapalnění půdy a změnám hladiny podzemních vod. |
| IX (Pustošivé)      | Ničivé[zdroj?]        | Značné škody u speciálně navržených konstrukcí, přičemž dobře navržené stavby s rámovou konstrukcí kolabují. Těžké poškození u důležitých staveb s částečným kolapsem. Konstrukce budov je vytržená ze základů. Dochází ke zkapalnění půdy. Podzemní potrubí a inženýrské sítě jsou přetnuty.                         |
| X (Ničivé)          | Ničivé[zdroj?]        | Některé dobře postavené dřevěné konstrukce kolabují. Většina zděných a rámových staveb je zničena včetně základů. Železniční kolejnice jsou ohnuté. Četné sesuvy půdy (strmé svahy, břehy řek). Zkapalnění půdy. Voda se vlněním vylévá z bazénů a vodních ploch.                                                     |
| XI (Katastrofické)  | Ničivé[zdroj?]        | Téměř všechny mosty, zděné budovy, podzemní potrubí a inženýrské sítě jsou zničeny. Železniční kolejnice jsou značně ohnuté. Na povrchu země se objevují široké trhliny a místy dochází k jejímu propadu. |
| XII (Extrémní)      | Ničivé[zdroj?]        | Totální destrukce. Viditelné vlnění zemského povrchu a narušení původní linie horizontu. Lidé se nedokáží udržet na nohou. |

## Porovnání s magnitudem
| Magnitudo | Intenzita |
| --------- | --------- |
| 1,0–3,0   | I         |
| 3,0–3,9   | II–III    |
| 4,0–4,9   | IV–V      |
| 5,0–5,9   | VI–VII    |
| 6,0–6,9   | VII–IX    |
| +7,0      | +VIII     |

Jednotlivé stupně Mercalliho škály nevyjadřují hodnoty měřené přístroji, ale statisticky vyhodnocované pozorované makroseismické účinky otřesu – dopad zemětřesení na zemský povrch, lidi, přírodu a stavby a objekty v rozsahu od stupně I. (nepozorovatelné) po stupeň XII. (extrémní). Hodnoty, které udává stupnice, jsou subjektivní a závisí na pozorovateli, geologických podmínkách a také oblasti ve které k zemětřesení došlo. Jinými slovy, magnitudo vyjadřuje celkovou energii zemětřesení uvolněnou v hypocentru (ohnisku), zatímco Mercalliho stupnice udává intenzitu zemětřesení v konkrétním místě na zemské povrchu. To znamená, že dvě zemětřesení o stejném magnitudu (ale velmi rozdílné hloubce) budou mít jinou hodnotu na Mercalliho stupnici, přičemž to mělčí bude mít vyšší stupeň. A tato hodnota se za normálních okolností s rostoucí vzdáleností od epicentra postupně zmenšuje.

## Další stupnice
Pro intenzitu zemětřesení se v Evropě používala i stupnice MSK-64 (Medvěděvova-Sponheuerova-Kárníkova stupnice), což je také upravená forma Mercalliho stupnice. Modernější metodou je v Evropské unii užívaná Evropská makroseismická stupnice (EMS-98, Europäische Makroseismische Skala, MSK), která vznikla další modifikací MSK-64. EMS-98 je zejména v Rakousku známa i jako stupnice Mercalli-Sieberg.